# Гранични контролно-пропускателни пунктове на България
Граничните контролно-пропускателни пунктове на България са обособени територии със специален режим на пропускане и охрана, които се изграждат на шосейни междудържавни пътища, както и на територията на железопътни междудържавни гари, летища и пристанища за обществен транспорт, през които единствено се разрешава преминаването на държавната граница на страната, ако не е предвидено друго в международен договор.
Граничните контролно-пропускателни пунктове (ГКПП) обхващат територията, на която са разположени сградите, помещенията, работните места, подземните и надземните съоръжения, техническите средства и местата за преходи, изчакване и проверка на лица, превозни средства и стоки. Шосейните, железопътните и речните пунктове се определят по споразумение с държавата, граничеща с Република България. Откриването, определянето на границите, разширяването и закриването на пунктовете се извършват с акт на Министерския съвет. Поземлените имоти, сградите и съоръженията в зоните на ГКПП са публична държавна собственост. Административното ръководство на ГКПП се извършва от Агенция „Митници“.

## Списък на ГКПП на България
Списъкът включва действащи, строящи се, планирани и закрити ГКПП на сухоземните и водни граници на България по данни от официални институции, публикации и научни изследвания. 

### Румъния
- ГКПП Видин
  - Дунав мост 2
  - Речна гара
  - Ферибот Видин – Калафат
- ГКПП Лом
  - Пристанище
- ГКПП Оряхово
  - Ферибот Оряхово – Бекет
- ГКПП Сомовит-Никопол
  - Пристанище Сомовит
  - Пристанище Никопол
  - Ферибот Никопол – Турну Мъгуреле
- ГКПП Свищов
  - Пристанище
- ГКПП Русе
  - Дунав мост
  - Централна гара
  - Гара-разпределителна
  - Пристанище
  - Ферибот
- ГКПП Тутракан
  - Пристанище
- ГКПП Силистра – Кълъраш
  - Шосе
  - Пристанище
  - Ферибот Силистра – Кълъраш
- ГКПП Кайнарджа – Липница
  - Шосе
- ГКПП Крушари – Добромир (ГКПП Северняк)
  - Шосе
- ГКПП Йовково – Негрувода (ГКПП Кардам – Негрувода)
  - Шосе
  - Гара Кардам
- ГКПП Дуранкулак
  - Шосе

На 30 юни 2025 г. се очаква всички гранични пунктове с Румъния да бъдат закрити.

### Сърбия
- ГКПП Брегово
- ГКПП Връшка чука
- ГКПП Калотина – Градина
  - Гара
  - Шосе
- ГКПП Стрезимировци
- ГКПП Олтоманци (Олтоманци – Рибарица, Долно Уйно)
- ГКПП Салаш – Ново корито (планиран)
- ГКПП Банкя – Петачинци (планиран)
- ГКПП Трекляно – Босилеград (планиран)

### Северна Македония
- ГКПП Гюешево
- ГКПП Логодаж (бивш Станке-Лисичково)
- ГКПП Златарево – Ново село
- ГКПП Симитли – Пехчево (планиран)
- ГКПП Струмяни – Берово (планиран)
- ГКПП Черната скала (планиран)

### Гърция
- ГКПП Кулата - Промахон
  - Гара
  - Шосе
- ГКПП Илинден – Ексохи (Гоце Делчев – Драма)
- ГКПП Златоград – Термес (Златоград – Ксанти)
- ГКПП Ивайловград – Кипринос
- ГКПП Капитан Петко войвода – Орменион (Свиленград – Орестиада)
  - Гара Свиленград
  - Шосе
- ГКПП Маказа – Нимфея (Кърджали – Комотини)
- ГКПП Елидже – Ехинос (Рудозем – Ксанти, завършен в България, в строеж в Гърция)
- ГКПП Горна Арда – Паранести (Смолян – Драма, планиран)
- ГКПП Аврен – Миртиски (Крумовград – Комотини, планиран)

От 1 януари 2025 г. и шестте изградени ГКПП на границата с Гърция се закриват. Преминава се без спиране на автомобила и показване на документи на вече бившия ГКПП, но със съобразена скорост, означена с пътни знаци. Сградният фонд и инфраструктурата се запазват, така че при необходимост да могат да бъдат отворени. Граничните полицаи имат право да спират за проверки на случаен принцип и с оглед анализ на риска. 

### Турция
- ГКПП Капитан Андреево - Капъкуле
  - Гара Свиленград
  - Шосе
- ГКПП Лесово - Хамзабейли
- ГКПП Малко Търново – Дерекьой
- ГКПП Странджа – Малкочлар (планиран) [6]
- ГКПП Белеврен – Ахлатлъ (планиран) [6]
- ГКПП Резово (планиран пешеходен) [7]

## Летища
- Летище София
- Летище Пловдив
- Летище Варна
- Летище Бургас
- Летище Горна Оряховица

## Черноморски пристанища
- ГКПП Балчик
- ГКПП Варна
  - Морска гара Варна
  - Варна-Запад
  - Варна-Изток
  - Варна-Леспорт
  - Ферибот
- ГКПП Бургас
  - Морска гара Бургас
  - Пристанище
  - Ферибот Бургас-Запад
  - Морска гара Несебър
- ГКПП Царево

## История
През 1995 година е подписано българо-гръцко междуправителствено споразумение за изграждане и откриване на нови три гранични контролно-пропускателни пункта: 
- Гоце Делчев – Драма (ГКПП Илинден – Ексохи, действащ),
- Рудозем – Ксанти (пътя от българска страна е готов от 2010 г., но от гръцка до 2023 г. все още не е завършен [8][9]) и
- Кърджали – Гюмюрджина на стария път през Маказа.

Към 12.09.2013 по границата с Гърция работят:
- ГКПП Кулата – Промахон (при село Драготин отвъд границата, прекръстено в 1927 г. на Промахон)
- ГКПП Илинден - Ексохи (при село Възмен отвъд границата, прекръстено в 1927 г. на Ексохи, от българска страна на границата при с. Илинден (до 1951 с. Либяхово)
- ГКПП Златоград – Термес (при село Баня или Долна Лъджа отвъд границата на гръцки кръстено Термес),
- ГКПП Маказа – Нимфея
- ГКПП Ивайловград – Кипринос (при село Сарахадур или Саръхадър отвъд границата на гръцки прекръстено на Кипринос, от българска страна на границата пункта е при село Славеево) и
- ГКПП Капитан Петко войвода – Орменион (при село Черномен отвъд границата на гръцки прекръстено на Орменион).